# Прищепов, Александр Львович
Алекса́ндр Льво́вич Прище́пов (род. 29 июля 1948) — российский дипломат.

## Биография
Окончил МГИМО МИД СССР (1971). На дипломатической работе с 1971 года. Владеет английским, французским и турецким языками.
- В 1996—1997 годах — старший советник Третьего департамента Азии МИД России.
- В 1997—2000 годах — советник-посланник Посольства России в Азербайджане.
- В 2000—2005 годах — заместитель директора Четвёртого департамента стран СНГ МИД России.
- С 26 августа 2005 по 28 января 2010 года — чрезвычайный и полномочный посол России в Албании[1][2].
- С марта 2010 года — заместитель директора Четвёртого европейского департамента МИД России.

## Дипломатический ранг
- Чрезвычайный и полномочный посланник 2 класса (1 сентября 1998)[3].
- Чрезвычайный и полномочный посланник 1 класса (15 июля 2005)[4].

## Награды
- Благодарность президента Российской Федерации (5 августа 2002) — За активную и плодотворную  дипломатическую деятельность на направлении СНГ[5]

## Семья
Женат, имеет взрослых сына и дочь.